# آمریکایی‌های سفیدپوست
آمریکایی‌های سفیدپوست (انگلیسی: White American) (همچنین معرفی شده به عنوان آمریکایی‌های قفقازی (به انگلیسی: Cacusian Americans) آمریکایی‌هایی هستند که خود را سفیدپوست می‌دانند. اداره آمار آمریکا مردم سفید پوست را کسانی تعریف می‌کند که ریشه در یکی از ملل اولیهٔ اروپا، خاورمیانه یا شمال آفریقا داشته باشند. بر پایه داده های سرشماری ۲۰۲۰ ایالات متحده آمریکا،‌ سفید پوستان آمریکا (تنها و در ترکیب با سایر نژاد ها) با تشکیل دادن ۷۱.۲٪ از جمعیت آمریکا،‌ اکثریت جمعیت این کشور‌ را تشکیل می دهند. سفید همچون همهٔ دسته‌های نژادی آمریکا دو جزء «غیر هیسپانیک یا لاتین» و «هیسپانیک یا لاتین» دارد که دومی بیشتر دربرگیرندهٔ مکزیکی آمریکایی‌ها و کوبایی آمریکایی‌های سفید سفید می‌شود.
ده تبار بزرگ آمریکاییان سفید عبارتند از آلمانی آمریکایی (۱۶٫۵٪)، ایرلندی آمریکایی‌ها (۱۱٫۹٪)، انگلیسی آمریکایی‌ها (۹٫۲٪)، ایتالیایی آمریکایی‌ها (۵٫۵٪)، مکزیکی آمریکاییها (۵٫۴٪)، فرانسوی آمریکایی (۴٪)، لهستانی آمریکایی‌ها (۳٪)، اسکاتلندی آمریکایی‌ها (۱٫۹٪)، هلندی آمریکایی‌ها (۱٫۶٪) و نروژی آمریکایی‌ها (۱٫۵٪).
به هر روی، به دلیل اقامت نسل‌های بسیار از خانواده‌های از تبار انگلیسی یا بریتانیایی آمریکایی در آمریکا که خود را تنها «آمریکایی» می‌دانند، تصور می‌شود جمعیت این مردم بیش از آنچه به سرشماری گزارش می‌شود باشد.
سفیدها (شامل همه سفید پوست ها و آنهایی که با ترکیب دیگر نژاد ها هستند) با ۲۳۵ میلیون نفر، یا ۷۱٪ اکثریت جمعیت آمریکا را در سال ۲۰۲۰ تشکیل می‌دهند. همچنین آمریکایی هایی که تنها از نژاد سفید هستند، ۲۰۴ میلیون نفر معادل ۶۱.۶% از جمعیت آمریکا را تشکیل می دهند.